# 이스라엘의 국장

이스라엘의 국장

이스라엘의 국장은 1949년 2월 10일에 제정되었다.
파란색 방패 안에는 일곱 개의 촛대를 가진 유대인의 전통적인 촛대인 하얀색 메노라가 그려져 있으며, 메노라 양쪽에는 하얀색 올리브 가지가 감싸고 있다. 국장에 사용된 메노라는 티투스 개선문에 새겨진 메노라를 토대로 묘사되었다. 메노라 아래에는 "이스라엘"("ישראל")이라는 국명이 히브리어로 쓰여져 있다. 메노라는 3000년 동안 유대교의 상징으로 여겨져 왔으며, 고대 예루살렘 성전에서 사용되었다. 올리브 가지는 평화를 의미한다.

## 그 외의 국장

이스라엘 정부 홈페이지에 게재된 이스라엘의 국장
이스라엘의 총리 홈페이지에 게재된 이스라엘의 국장
크네세트(이스라엘의 입법부) 홈페이지에 게재된 이스라엘의 국장
이스라엘 대법원 영어 홈페이지에 게재된 이스라엘의 국장
이스라엘 대법원 히브리어 홈페이지에 게재된 이스라엘의 국장
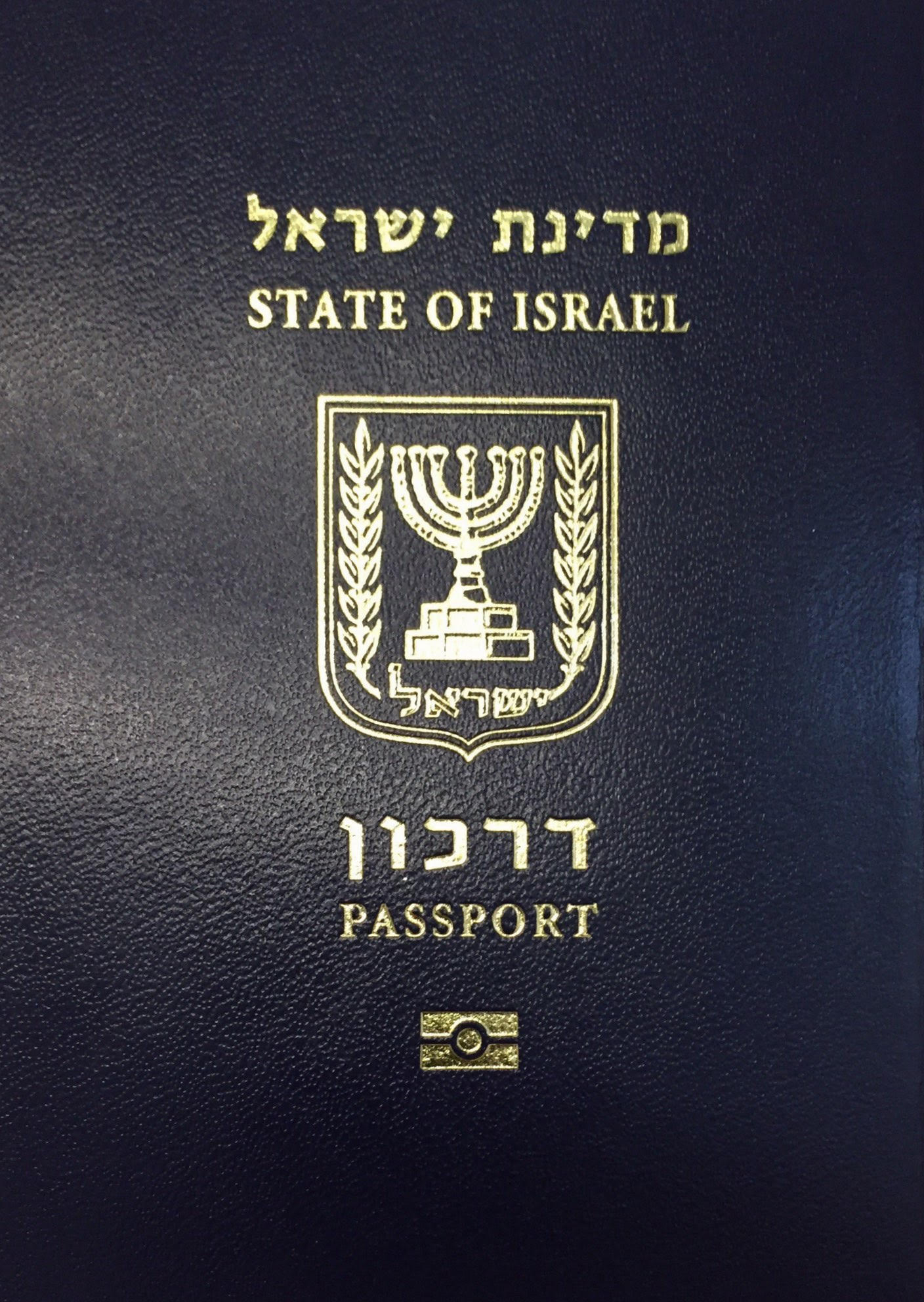
이스라엘 여권에 새겨진 국장